# خيري أبو الجبين
خيري الدين صالح أبو الجبين (أبو نادر؛ وُلد عام 1924 في مدينة يافا – تُوفي في 26 أكتوبر 2020 في مدينة الكويت) سياسي ومُعلم وصحفي ومؤلف فلسطيني، كان أول مديرٍ لمكتب منظمة التحرير الفلسطينية لدى الكويت بين عامي 1965 و1969. تخرج عام 1942 من المدرسة الرشيدية في القدس. كان الأمين العام للاتحاد الكويتي لكرة القدم بين عامي 1957-1963. حصل على الجنسية الكويتية عام 1985. مُنح وسام الاستحقاق والتميز الفلسطيني عام 2017.
من أهم انجازاته إنشاء الصندوق المالي التعاوني للموظفين العرب في وزارة الكهرباء والماء في الكويت. حيث كان هذا الصندوق بديلًا لنظام التأمينات الاجتماعية للموظفين الكويتيين. إضافة إلى تأسيسه لمدارس تابعة لمنظمة التحرير الفلسطينية قامت باستيعاب الاف الطلاب الفلسطينيين الذين نزحوا بعد النكسة عام 1967من الضفة وغزة إلى الكويت.

## من مؤلفاته[6][7]
- قصة حياتي في فلسطين والكويت.
- حكايات عن يافا.
- تاريخ فلسطين في طوابع البريد.

## وفاته
تُوفي أبو الجبين في مدينة الكويت في 26 أكتوبر 2020 ودُفن فيها.